# Phare du Stiff

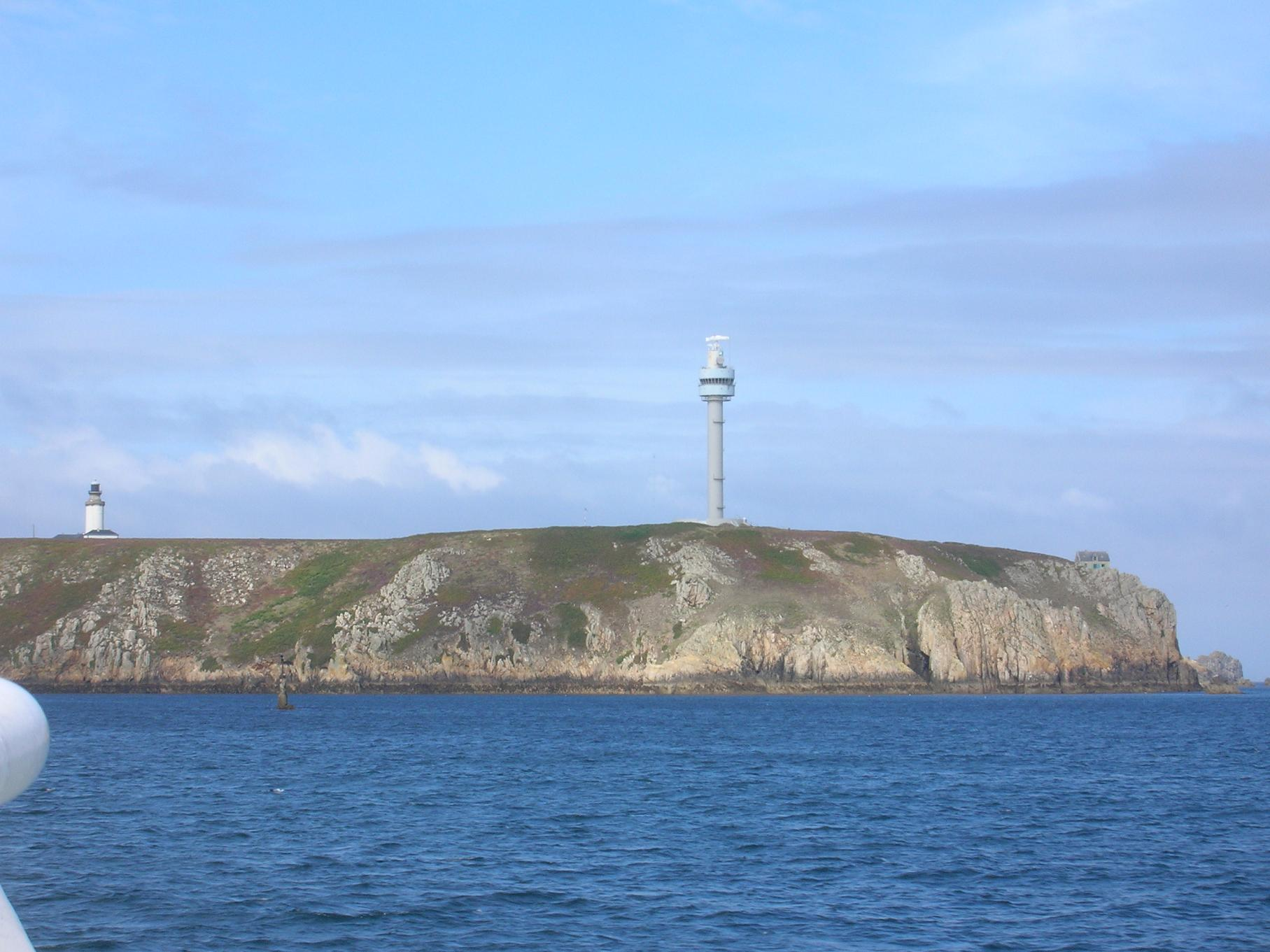
Stiff mit Radarturm

Phare du Stiff ist der Name eines 1695 erbauten Leuchtturms auf der Insel Ouessant im Atlantischen Ozean nahe der westlichen Küste der Bretagne im Département Finistère.
Der Leuchtturm wird seit dem 12. Juli 2011 als historisches Monument Frankreichs geführt.
1699 beschloss Sébastien Le Prestre de Vauban auf der Stiff-Landzunge – dem höchsten Punkt der Insel Ouessant – einen Leuchtturm zu errichten. Zur besseren Identifizierung von See aus wurde der Turm als Doppelturm realisiert. Stiff ist nach Cordouan der zweit dienstälteste Leuchtturm Frankreichs. Er hat eine Tragweite von rund 24 Seemeilen (etwa 44,5 km).

## Geschichte
Seit dem 13. Jahrhundert wurden auf Ouessant verschiedene Aussichtspunkte unterhalten, um Angriffe der britischen Marine rechtzeitig zu erkennen und zu vereiteln.
Ende des 17. Jahrhunderts forderte Admiral Tourville eine Basis, um den Militärhafen Brest zu schützen. Vauban entschloss sich für einen Doppelturm an der Stiff-Bucht, um in Bedrängnis geratenen Schiffen Zuflucht zu bieten.
1695 begann man mit der Umsetzung der Pläne und dem Bau des ersten Leuchtturms auf Ouessant. Das Leuchtfeuer wurde nur in dunklen Herbst- und Winternächten mit Holz und Kohle betrieben. 1780 erfolgte die Installation der ersten Öllampen, die die Reichweite deutlich erhöhten. Beim schrittweisen Ausbau und der Modernisierung der Anlage wurde 1831 eine Fresnel-Linse mit Spiegeln installiert. 1884 folgen schließlich die Nebengebäude zur Unterbringung der Besatzung. 1957 wurde das Leuchtfeuer elektrifiziert, der Betrieb läuft seit 1993 automatisiert ab.
Ein vom Leuchtturm 1902 durchgeführter Telegrafieversuch von Camille Tissot ergab eine Reichweite von 80 km. 1911 wurde von Blondel folgerichtig der erste Funkturm neben Stiff errichtet. Er sendete mit dem Rufzeichen O --- (der Funkturm auf der Île de Sein verwendete S •••). Beide sendeten auf einer Wellenlänge von 150 Metern (2 MHz) im Knallfunkensender-Verfahren. Zwei weitere Funktürme standen im Hafen von Le Havre.

## Aktueller Leuchtturm
Stiff besteht aus zwei Türmen, von denen einer das Leuchtfeuer trägt, der Zugang erfolgt über den zweiten Turm. Ergänzt wird das Gebäudeensemble auf rund 4000 m² von zwei symmetrischen Wohngebäuden. Der Leuchtturm ist 32,4 m hoch, seine Feuerhöhe beträgt 91,8 m.
Seit 1978 gehört zu dem Komplex ein neuer Radarturm (Architekt J.-M. Jacquin, Konstrukteur Jean Prouvé), der die Einfahrt in den Ärmelkanal überwacht.
Der Turm kann während der französischen Schulferien besichtigt werden. Nach einem Aufstieg über 104 Treppen kann der Blick über die Iroise genossen werden. Aufgrund des schlechten Zustandes können jedoch nicht alle Bereiche des Turms besichtigt werden.

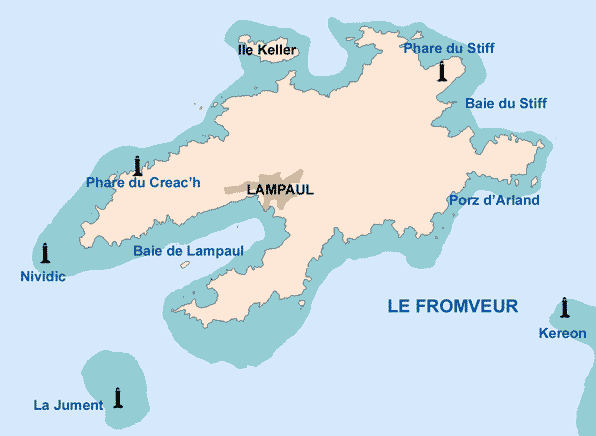
Leuchtturmsituation auf und um Ouessant